# Air Peru International
Air Perú International fue una empresa que intentó salir a flote en el complejo mercado aerocomercial peruano. Ante el monopolio existente y por los cambios internacionales y subida del precio de los combustibles, vio desaparecer sus posibilidades de convertirse en la próxima aerolínea de bandera del Perú.  

## Destinos
Air Perú International planeó operar vuelos a los siguientes destinos:
| Países | Destinos | Aeropuertos                                                    |
| ------ | -------- | -------------------------------------------------------------- |
| Perú   | Cuzco    | Aeropuerto Internacional Alejandro Velasco Astete              |
| Perú   | Iquitos  | Aeropuerto Internacional Coronel FAP Francisco Secada Vignetta |
| Perú   | Lima     | Aeropuerto Internacional Jorge Chávez                          |

## Flota
Las proyecciones de la empresa eran cubrir en una primera etapa 17 destinos entre nacionales e internacionales y operar con dos Boeing 757, dos Boeing 767, un Boeing 777 y un moderno Boeing 787; para cubrir sus diversas rutas desde Perú hacia Norteamérica  y Europa.
Con el apoyo en cuanto a infraestructura, mantenimiento, entrenamientos y flota por parte de la norteamericana Primaris Airlines, el 7 de diciembre de 2007, se dio inicio a vuelos chárter hacia Miami y Washington D. C. en un moderno Boeing 757-200 (N741PA), operados por Air Perú, para Primaris; con tripulaciones peruanas en un comienzo, para luego ser cambiadas por personal norteamericano. Estos vuelos, iniciados el 7 de diciembre de 2007, fueron cancelados poco después.
Posteriormente el mismo Boeing 757-200 con el esquema de pintura de Air Perú International fue visto en diversos aeropuertos del continente fletado por la venezolana Santa Bárbara Airlines. Las operaciones de la aerolínea se mantenían a la espera que la Aerocivil autorizase las certificaciones cosa que no sucedió, por lo cual el proyecto Air Peru International quedó desactivado y tanto tripulaciones como vuelos fueron cancelados.